# Ibrido (elettronica)

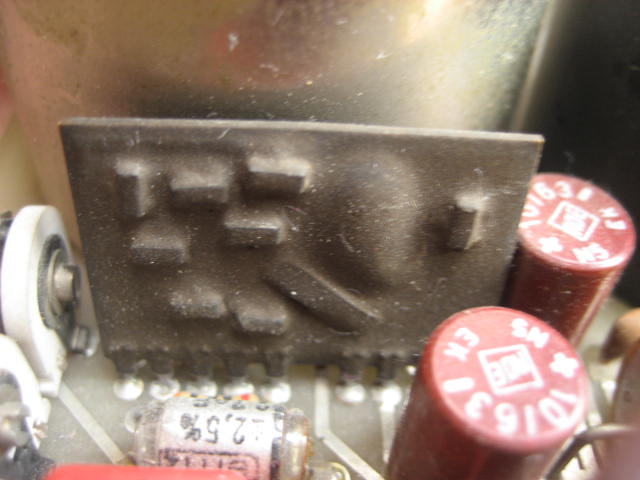
Preamplificatore Microfonico Ant-Telefunken V672 con circuito ad altissime prestazioni ibrido

In elettronica è definito ibrido un circuito facente uso di vari componenti singoli, come transistor, resistori, condensatori, induttori, circuiti integrati, collegati insieme a formare un circuito con funzioni complesse. La scelta di affidarsi alla tecnologia dei circuiti ibridi nasce dalla necessità di disporre di un modulo dalle prestazioni e dall'affidabilità veramente eccezionali.
La tecnologia dei circuiti ibridi utilizza infatti un substrato ceramico (spesso anche forato e/o multistrato) sul quale vengono depositati, per serigrafia e successiva sinterizzazione, più strati di materiali conduttivi, dielettrici e resistivi che nel loro insieme formano la parte passiva del circuito. 

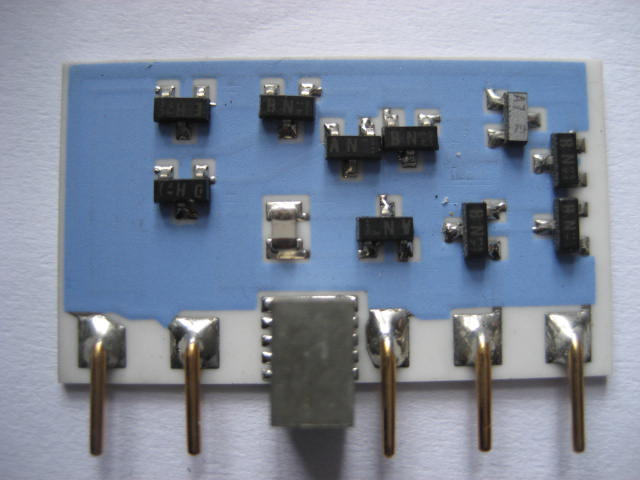
Circuito ibrido amplificatore operazionale ad altissime prestazioni per uso audio

Il substrato, a seconda della complessità del prodotto può essere serigrafato su una singola faccia o su entrambe, e vengono anche realizzati veri e propri multistrati formati da più layer. I resistori serigrafati vengono tarati al laser per ottenere con grande affidabilità e precisione (sia in rapporto sia in valore assoluto) qualsiasi valore desiderato. Sul substrato vengono montati i componenti SMD, o chip nudi che a loro volta vengono “bondati” direttamente sulla ceramica. Al collaudo finale è possibile effettuare anche una taratura funzionale al laser del circuito stesso; questo aspetto evita l'utilizzo dei trimmer e garantisce così una maggiore stabilità nel tempo del dispositivo. Gli ibridi vengono impiegati nei casi in cui alla complessità del circuito in progetto, deve accompagnarsi alte prestazioni e affidabilità nel tempo. La caratteristica comune di tutti, è l'impossibilità di accedere al singolo componente per un'eventuale riparazione, in caso di guasto lo si deve sostituire.
Il loro impiego e principalmente dove è richiesta precisione e affidabilità e dove i normali circuiti su circuito stampato  non sono sufficienti per il progetto in corso. In casi estremi, ovvero in campo militare e nella strumentazione di misura elettronica, nessun circuito in commercio può soddisfare i requisiti previsti, in questo caso il costruttore stesso dell'apparecchiatura progetta da sé l'ibrido e ne affida la realizzazione a produttori specializzati. Alcuni costruttori dispongono loro stessi di laboratori in grado di realizzare in proprio, il componente necessario al progetto, questo tipo di componente, proprietario del costruttore dell'apparecchiatura in cui è impiegato, essendo non standard, viene definito custom, ed è reperibile solo dal costruttore dell'apparecchiatura che lo impiega; tra i maggiori utilizzatori di ibridi custom complessi, figurano i costruttori Fluke Corporation, Agilent Technologies (ex HP), Philips, Tektronix.

## Altri tipi di circuiti ibridi
Questo termine era anche in uso negli anni 1960 per indicare un circuito elettronico in cui erano impiegati sia il transistor sia la valvola termoionica.
Era il periodo in cui il transistor lentamente sostituiva la valvola; non tutti gli stadi di un'apparecchiatura però potevano ancora impiegare il transistor; nei televisori ad esempio, gli stadi ad alta tensione non potevano ancora fruire del nuovo componente, come così gli oscilloscopi, l'alta impedenza di ingresso, necessaria per l'analisi dei segnali, non permetteva ancora l'impiego del transistor.